# Willy Herzberger
Willy Herzberger (* 11. Juli 1895 in Kattowitz; † unbekannt) war ein deutscher SS-Sturmbannführer. Herzberger war der zweite Chef des sogenannten Führerbegleitkommandos, der engeren persönlichen Leibwache Adolf Hitlers.

## Leben und Wirken

### Jugend und Ausbildung
Herzberger wurde als Sohn des Hugo Herzberger und seiner Ehefrau Johanna Dilla geboren und wuchs in Potsdam auf, wo er das Gymnasium besuchte. Nach dem Abitur trat Herzberger 1913 in das Infanterieregiment 24 in Neuruppin ein. Ab 1914 nahm er am Ersten Weltkrieg teil. Im Krieg wurde er mehrfach verwundet und mit dem Eisernen Kreuz beider Klassen, der Hessischen Tapferkeits-Medaille, und dem Hessischen Kriegsehrenzeichen in Eisen ausgezeichnet. Außerdem wurde er 1915 zum Leutnant befördert. 
Nach dem Krieg gehörte Herzberger von 1918 bis 1920 der Reichswehr bzw. einem hessischen Freikorps an. Nebenbei studierte er zwei Semester in Gießen. Bei seinem Ausscheiden aus der Armee 1920 hatte er den Rang eines Oberleutnants erreicht. Anschließend schlug er die Polizeilaufbahn ein: Am 20. September 1920 trat er als Leutnant in die Hessische Schutzpolizei ein, in der er in Darmstadt eingesetzt und nacheinander zum Oberleutnant (1921) und Hauptmann (1. Juni 1922) befördert wurde. Am 1. Oktober 1927 schied er schließlich aus dem Polizeidienst aus.
Zum 1. Februar 1931 trat Herzberger der NSDAP bei (Mitgliedsnummer 420.769). Kurz darauf wurde er auch Mitglied der SS (SS-Nummer 4.995). Er gehörte zunächst dem Sturm 44 der 35. SS-Standarte in Kassel an.
Aus einer ersten, auf seine Klage hin 1931 geschiedenen, Ehe war eine Tochter hervorgegangen. Am 12. August 1933 heiratete Herzberger Edith Schneider (* 13. Mai 1913 in Berlin), mit der er seit dem 7. Dezember 1931 verlobt war: Aus der Ehe gingen weitere drei Töchter hervor.

### Laufbahn in der SS und Gestapo
Am 29. Februar 1932 wurde Herzberger von Heinrich Himmler als eines von acht Mitgliedern des damals erstmals aufgestellten sogenannten Führerbegleitkommandos ausgewählt, das sich fortan ständig in der Nähe Hitlers aufhielt und den engsten Ring seines Personenschutzes bildete. Am 4. Oktober 1932 wurde Herzberger als Nachfolger von Bodo Gelzenleuchter zum Chef des Begleitkommandos und damit zum Chef-Leibwächter Hitlers ernannt. Diese Stellung behielt er bis zum 11. April 1933 bei, als er als Anwärter auf die Kriminalbeamtenlaufbahn in das neugegründete Geheime Staatspolizeiamt eintrat. Herzbergers Stellung als Chef des Begleitkommandos wurde Kurt Gildisch übertragen.
Neben seiner Tätigkeit im Führerbegleitkommando wurde Herzberger am 21. März 1932 zum Adjutanten des 2. Sturmbanns der 1. SS-Standarte in München ernannt und am selben Tag zum SS-Sturmführer befördert. Seit etwa Juli 1932 nahm er außerdem die Aufgaben eines stellvertretenden Standartenadjutanten der SS-Standarte selbst wahr, bevor er am 18. August 1932 als regulärer Adjutant zu der Standarte abgestellt wurde.
Am 10. April 1933 trat Herzberger als Kriminalkommissaranwärter ins Geheime Staatspolizeiamt in Berlin ein. Nach der Teilnahme an einem Kursus für politische Kriminalkommissaranwärter am Preußischen Polizeiinstitut in Berlin-Charlottenburg, der seinen Abschluss am 4. Mai 1934 fand, wurde er zur Gestapostelle in Aachen versetzt, wo er bis 1942 als Kriminalkommissar tätig war. 1938 wurde er kurzzeitig zur Stapoleitstelle in Breslau versetzt. In der SS war Herzberger 1933 zur besonderen Verfügung der 44. SS-Standarte gestellt worden, bevor er mit Wirkung vom 8. Juni 1934 z.b.V. der 58. SS-Standarte gestellt wurde.
Am 15. Dezember 1937 leitete der SD-Führer des SS-Oberabschnitt-West ein Disziplinarverfahren gegen Herzberger ein, weil er einen mehrfach vorbestraften Mann namens Hermann Rix als Agenten verwendet und der Zollfahndungsstelle als Mitarbeiter empfohlen hatte sowie privat ein freundschaftliches Verhältnis mit diesem eingegangen war, das als nicht mit seinen dienstlichen Interessen vereinbar angesehen wurde. Dieses Verfahren wurde 1939 aufgrund einer allgemeinen SS-Amnestie Himmlers von 1939 eingestellt.
Am 19. Februar 1942 wurde Herzberger in Haft genommen, weil er „pflichtwidrig dazu beigetragen [hatte], dass inhaftierte Juden aus der Schutzhaft entlassen wurden“, nachdem deren Angehörige erhebliche Geldbeträge an das von dem Juden Weiss und dem Kriminalangestellten Siedler unterhaltene Wirtschaftsbüro zahlten. Herzberger hatte sowohl von Weiss als auch von Siedler Darlehen und Geschenke erhalten. Am 29. August 1942 wurde er deswegen vom SS- und Polizeigericht III wegen „militärischem Ungehorsam, schwerer passiver Bestechung und Untreu“ zu einer Zuchthausstrafe von 10 Jahren verurteilt. In der Neuverhandlung am 25. Oktober 1943 wurde er zunächst zu einer Zuchthausstrafe von 12 Jahren und Aberkennung der bürgerlichen Ehrenrechte auf Dauer von 12 Jahren verurteilt, aus der SS ausgestoßen und für wehrunwürdig erklärt. Später wurde die Zuchthausstrafe auf 15 Jahre heraufgesetzt und die Aberkennung der bürgerlichen Ehrenrechte auf 10 Jahre verkürzt.

## Beförderungen
- 18. Mai 1931: Truppführer
- 15. März 1932: Untersturmführer
- 15. September 1932: Hauptsturmführer
- 20. April 1936: Sturmbannführer